# Anders Norén
Sven Anders Norén, född 4 oktober 1928 i Mora församling i Kopparbergs län. död där 7 augusti 2015, var en svensk civilingenjör och professor.
Norén avlade 1954 civilingenjörsexamen vid Kungliga Tekniska högskolan (KTH) i Stockholm och blev senare teknologie licentiat. Han blev 1965 professor i läran om vattenmotorer och pumpar vid KTH. Han grundade Institutionen för Fluidteknologi vid KTH under 1970-talet och var en föregångare när det gällde att lyfta fram hydraultekniken som en egen vetenskap inom det maskintekniska området. Anders Norén hade som specialitet spaltströmning och var ansedd som en av de ledande i världen på området.
Han gifte sig 1960 med Birgitta Hallberg (1935–2005) och fick tre barn. De två yngsta är Carolina Norén (född 1965) och Alexander Norén (född 1975).